# Чо Джун Хо
Чо Джун Хо (кор. 조준호, 16 декабря 1988, Пусан) — корейский дзюдоист полулёгкой весовой категории, выступает за сборную Южной Кореи с 2008 года. Бронзовый призёр летних Олимпийских игр в Лондоне, обладатель бронзовой медали чемпионата мира, бронзовый призёр чемпионата Азии, победитель многих турниров национального и международного значения.

## Биография
Чо Джун Хо родился 16 декабря 1988 года в городе Пусане. Активно заниматься дзюдо начал с раннего детства, поскольку его родители были дзюдоистами, и младший брат тоже впоследствии стал дзюдоистом. Впервые заявил о себе в 2008 году, заняв третье место на открытом первенстве Кореи в Чеджу.
Первого серьёзного успеха на взрослом международном уровне добился в 2011 году, когда попал в основной состав корейской национальной сборной и побывал на чемпионате Азии в Абу-Даби, откуда привёз награду бронзового достоинства, выигранную в полулёгкой весовой категории — на стадии полуфиналов потерпел поражение от чемпиона мира из Японии Дзюмпэя Мориситы, который в итоге и стал победителем данного азиатского первенства. Кроме того, в этом сезоне выступил на чемпионате мира в Париже, где тоже получил бронзовую медаль — в четвертьфинале проиграл другому японцу Масаси Эбинуме, который опять же стал чемпионом данного мирового первенства.
Благодаря череде удачных выступлений Чо удостоился права защищать честь страны на летних Олимпийских играх 2012 года в Лондоне — в стартовом поединке полулёгкого веса победил украинца Сергея Дребота, затем разобрался с Мирзохидом Фармоновым из Узбекистана, однако в четвертьфинале был побеждён давним соперником Масаси Эбинумой и лишился шансов на победу в турнире. Тем не менее, в утешительных поединках за третье место взял верх над британцем Колином Оутсом и представителем Испании Сугои Уриарте, получив таким образом бронзовую олимпийскую медаль.
После лондонской Олимпиады Чо Джун Хо остался в основном составе дзюдоистской команды Южной Кореи и продолжил принимать участие в крупнейших международных турнирах. Так, в 2013 году в полулёгкой весовой категории он занял третье место на международном турнире в Париже, одержал победу на этапе Кубка мира в Будапеште и получил серебряную медаль на гран-при Улан-Батора. По состоянию на 2014 год оставался действующим профессиональным дзюдоистом, хотя значимых побед на международной арене больше не одерживал.